# ミア・ホアン
ミア・ホアン（英語: Mia Hoang）、またはホアン・トゥイ（ベトナム語: Hoàng Thùy）、本名ホアン・ティ・トゥイ（ベトナム語: Hoàng Thị Thùy, 漢字: 黃氏垂、1992年3月15日 ‐ ）は、ベトナムのタインホア省出身のモデル。
『Vietnam's Next Top Model 2011』の優勝者、『Top Model of the Word 2012』で15位にランクされた出場者、ミス・ユニバース・ベトナム2017の準優勝者であり、ミス・ユニバース2019出場者。
2017年、彼女はコンテスト『The Face Vietnam 2017』の3人のトレーナーの一人であった。
トゥイは雑誌『ELLE』、『VOGUE』、『GRAZIA』に登場した最初のベトナム人であり、ロンドン・コレクション（LFW）とニューヨーク・コレクション（NYFW）でキャットウォークをすることができる数少ないベトナム人モデルの一人である。そのため、彼女は国際のランウェイで最も成功したベトナム人モデルの一人と言われている。

## ミス・ユニバース2019
2019年5月6日、トゥイはミス・ユニバース2019のベトナム代表に正式に指名された。世界大会ではトップ20に入賞した。